# Playa de Salencia
La playa de Salencia está en el concejo de Cudillero, en el occidente del Principado de Asturias (España) y pertenece al pueblo de Novellana. Forma parte de la Costa Occidental de Asturias y está catalogada como Paisaje protegido, ZEPA y LIC.

## Descripción
Tiene una forma irregular. Su lecho es de arenas claras y de grano grueso. Para acceder a la playa hay que localizar previmente los pueblos de Albuerne y Novellana que son los núcleos de población más cercanos. Hay que tomar el mismo camino que para la playa de L'Airín y la única diferencia es que en la bifurcación existente hay que tomar el ramal de la derecha y seguirlo durante unos 800 m que lleva hasta un mirador desde donde se pueden ver la playa de L'Airín y el islote de El Fariñón.
Continuando el descenso del camino se llega a las inmediaciones de la playa y a una nueva depuradora que está junto a un pequeño arrollo llamado «Yendebarcas». Como se ve, tiene una desembocadura fluvial, se puede llevar mascota. Muy cerca está el «islote de Fariñón». La playa no tiene servicio ninguno y las actividades más recomendadas son la pesca submarina y la deportiva a caña.
Hay que advertir que no se pretenda bajar con el vehículo hasta la playa porque al final del camino no hay espacio para él ni para dar la vuelta.